# Antonia Reß
Antonia Reß (* 6. Juli 1984 in München) ist eine deutsche Schauspielerin.

## Wirken
Das Schauspieltalent von Antonia Reß wurde bereits im Alter von 8 Jahren entdeckt, als sie an einem Fernseh-Werbespot teilnahm. Ihr Fernsehdebüt feierte sie mit 12 Jahren an der Seite von Mathieu Carrière und Sabine Postel in der Fernsehkomödie Alte Freunde küsst man nicht. Bekannt wurde Antonia Reß einem breiteren Publikum durch ihre Auftritte in der ZDF-Vorabendserie Samt und Seide und der RTL-Seifenoper Verschollen. Sie ist Autodidaktin.

## Filmografie (Auswahl)
- 1996: Alte Freunde küsst man nicht (Fernsehfilm)
- 1997: Dizzy, lieber Dizzy (Fernsehfilm)
- 1998: Caipiranha – Vorsicht, bissiger Nachbar! (Fernsehfilm)
- 2000: Schule
- 2002–2004: Samt und Seide (Fernsehserie, 42 Folgen)[1]
- 2004–2005: Verschollen (Fernsehserie, 29 Folgen)